# Peter Lorenz
Peter Lorenz (født 22. december 1922 i Berlin, død 6. december 1987 samme sted) var en tysk politiker, der repræsenterede CDU.
Efter studentereksamen i 1941 aftjente han værnepligt og arbejdede efter 2. verdenskrig som sagsbehandler hos Berlins magistrat og fra 1947 som journalist. Han studerede jura ved Humboldt-Universität zu Berlin og Freie Universität Berlin og tog den afsluttende juridiske statseksamen i 1956. Derefter arbejdede han som advokat, og fra 1965 var han også notar.
I 1946 blev han medlem af CDU, og enagerede sig også i Junge Union, som han var formand for i Berlin 1946-1949 og igen i 1953. Han var desuden viceforbundsformand fra 1950 til 1953. Han var formand for CDU i Berlin 1969-1981 og var valgt til Berlins parlament 1954-1980. Han var desuden parlamentets formand fra 1967 og præsident fra 1975. Han var desuden medlem af Bundestag 1976-1977 samt fra 1980 til sin død.
I 1975 blev han bortført af medlemmer af den såkaldte 2. juni-bevægelse, der havde tilknytning til den venstreekstremistiske terrororganisation Rote Armee Fraktion. Bortføringen fandt sted blot tre dage før valget i Berlin, hvor Lorenz var spidskandidat til posten som regerende borgmester i bystaten. Terroristerne forlangte, at deres meningsfæller Horst Mahler, Verena Becker, Gabriele Kröcher-Tiedemann, Ingrid Siepmann, Rolf Heißler og Rolf Pohle blev løsladt. Bortset fra Mahler, som ikke ønskede det, blev alle de fængslede terrorister fløjet til Aden i Yemen den 2. marts 1975, og Lorenz blev løsladt 2 dage senere. CDU blev for første gang nogensinde det største parti i Berlin med 43,9 procent af stemmerne, men Klaus Schütz (SPD) fortsatte sin koalition med FDP.